# John Devitt

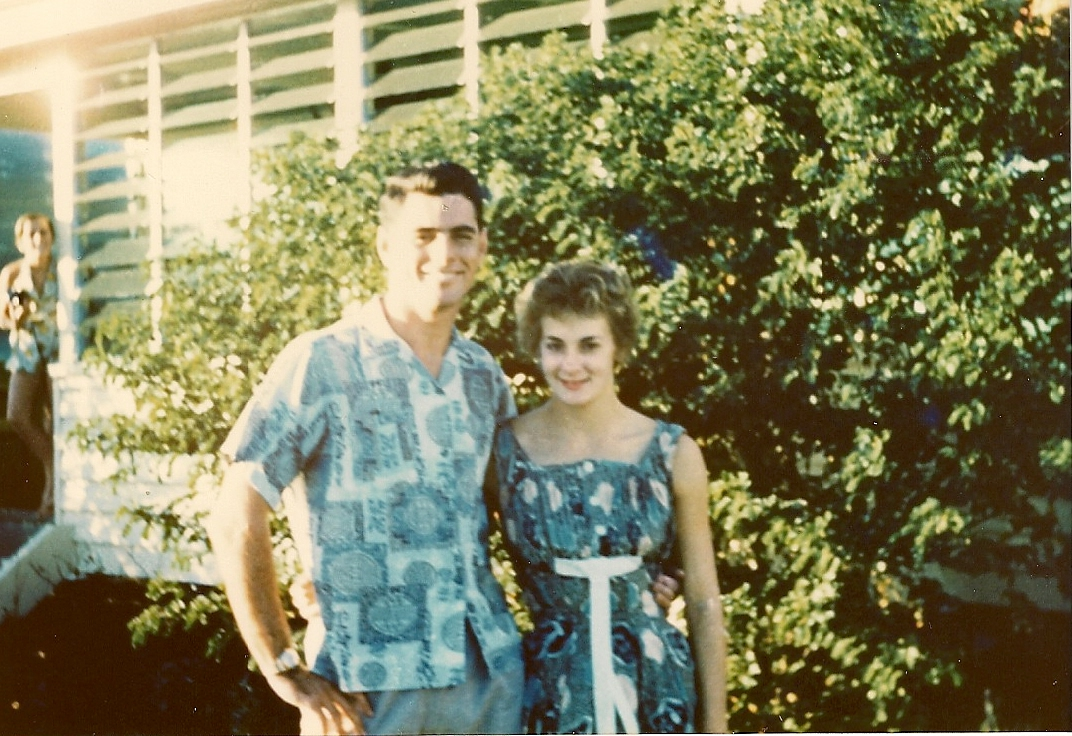
John Devitt und Kaye Nottle, 1956, Trainingscamp der australischen Olympia-Schwimmmannschaft, Townsville

John Thomas Devitt AM (* 4. Februar 1937 in Granville, New South Wales; † 17. August 2023 in Sydney, New South Wales) war ein australischer Schwimmer.

## Leben
Bei den Olympischen Spielen 1956 in Melbourne gewann er hinter John Henricks die Silbermedaille über 100 m Freistil und wurde mit der australischen 4 × 200-m-Freistilstaffel Olympiasieger. Bei den Olympischen Spielen 1960 in Rom gewann er Gold über 100 m Freistil und Bronze mit der Staffel. Im Jahr 1979 wurde er in die Ruhmeshalle des internationalen Schwimmsports aufgenommen. 1989 wurde er zum Member des Order of Australia ernannt.
John Devitt starb im August 2023 im Alter von 86 Jahren.